# Forex Club
 (avril 2021).
La mise en forme du texte ne suit pas les recommandations de Wikipédia : il faut le « wikifier ».
Les points d'amélioration suivants sont les cas les plus fréquents :
- Les titres sont pré-formatés par le logiciel. Ils ne sont ni en capitales, ni en gras.
- Le texte ne doit pas être écrit en capitales (les noms de famille non plus), ni en gras, ni en italique, ni en « petit »…
- Le gras n'est utilisé que pour surligner le titre de l'article dans l'introduction, une seule fois.
- L'italique est rarement utilisé : mots en langue étrangère, titres d'œuvres, noms de bateaux, etc.
- Les citations ne sont pas en italique mais en corps de texte normal. Elles sont entourées par des guillemets français : « et ».
- Les listes à puces sont à éviter, des paragraphes rédigés étant largement préférés. Les tableaux sont à réserver à la présentation de données structurées (résultats, etc.).
- Les appels de note de bas de page (petits chiffres en exposant, introduits par l'outil «  Source ») sont à placer entre la fin de phrase et le point final[comme ça].
- Les liens internes (vers d'autres articles de Wikipédia) sont à choisir avec parcimonie. Créez des liens vers des articles approfondissant le sujet. Les termes génériques sans rapport avec le sujet sont à éviter, ainsi que les répétitions de liens vers un même terme.
- Les liens externes sont à placer uniquement dans une section « Liens externes », à la fin de l'article. Ces liens sont à choisir avec parcimonie suivant les règles définies. Si un lien sert de source à l'article, son insertion dans le texte est à faire par les notes de bas de page.
- La présentation des références doit suivre les conventions bibliographiques. Il est recommandé d'utiliser les modèles {{Ouvrage}}, {{Chapitre}}, {{Article}}, {{Lien web}} et/ou {{Bibliographie}}. Le mode d'édition visuel peut mettre en forme automatiquement les références.
- Insérer une infobox (cadre d'informations à droite) n'est pas obligatoire pour parachever la mise en page.

Pour une aide détaillée, merci de consulter Aide:Wikification.
Si vous pensez que ces points ont été résolus, vous pouvez retirer ce bandeau et améliorer la mise en forme d'un autre article.
 (mai 2021).
ForexClub est un groupe d'entreprises intervenant sur le marché de détail du Forex,. La marque Libertex est l'une d'entre elles. Elle comprend des sociétés financières et éducatives.

## L'histoire
La société a été fondée en 1997. En 2010, elle a acquis 100 % des actions du courtier russe Аkmos Trade. La marque a survécu dans le groupe de sociétés Forex Club.
En 2012, Quadro Capital Partners a pris une participation minoritaire dans le groupe de sociétés Forex Club, le montant de la transaction n'a pas été indiqué,.
En décembre 2013, Forex Club et Quadro Capital Partners ont fondé le Venture Capital Fund FXC-QCP VC, avec un volume dépassant les 200 millions de dollars.
Selon les données de l'agence d'information Finmarket, en 2014, Forex Club s'est classé parmi les trois courtiers Forex russes avec le plus grand nombre de clients et de volumes de chiffre d'affaires mensuels. À cette époque, le nombre de clients actifs de l'entreprise était de 71 830 personnes, soit 16,97 % du marché (dépassé par Alpari, 120 000 personnes, et 28,35 % du marché). Le chiffre d'affaires mensuel moyen de l'entreprise était de 63,32 millions de dollars, soit 18,09 % du marché (dépassé par Alpari, 107 millions de dollars, et 30,56 % du marché).
En janvier 2015, Forex Club a organisé le projet Living Collection of Private Investments dans son bureau de service à la clientèle, une exposition interactive sur l'histoire de l'investissement et l'emploi des capitaux privés.
En décembre 2015, conformément à la loi sur le marché des changes de la fédération de Russie, Forex Club a soumis une demande à la Banque centrale pour obtenir la licence de courtier russe sur le Forex. En juin 2016, la Banque de Russie a rejeté la demande de la société. Selon les représentants des entreprises, après avoir répondu à certaines observations formelles, une nouvelle demande a été soumise à la Banque centrale. En octobre 2016, Forex Club a reçu la licence.
Selon le Centre national des changes de la Bourse de Biélorussie, la société se classe première « en termes de volume de transactions des clients avec des instruments de gré à gré non livrables sur tous les actifs sous-jacents parmi les sociétés de change incluses dans le registre de la Banque nationale de Biélorussie ».
En janvier 2019, le gouvernement russe a révoqué la licence.
Le 4 février 2020, Forex Club a signé un accord d'association avec le courtier forex autorisé "Alfa-Forex", cet accord a permis au Forex Club de travailler de nouveau avec les citoyens de la fédération de Russie.

### Libertex
En juin 2015, Forex Club a lancé la plateforme de trading Libertex.
Le milieu de terrain du Real Madrid, James Rodríguez, était l'ambassadeur de la marque en 2017 et 2018,. Libertex a été reconnu membre de FinaCom en 2018.

## Administration
Dans les années 2012–2013, Pavel Teplukhin (ru) a dirigé le conseil d'administration du Forex Club,. En mars 2013, ce poste a été occupé par le fondateur et PDG de l'entreprise, Vyacheslav Tarán. En juillet 2015, le poste de chef de la direction a été occupé par l'ancien vice-président exécutif et directeur financier Michael Giger.

## Controverses
Forex Club (Libertex) a des antécédents de problèmes de conformité qui ont obligé l'entreprise à cesser ses activités de vente au détail dans plusieurs pays.

### États-Unis
En 2010, le capital de Forex Club Financial Company, Inc. ne correspondait pas aux exigences américaines de l'obtention d'une licence. La direction de l'entreprise a expliqué que le capital de la licence était gelé et que l'entreprise essayait de le maintenir au niveau minimum acceptable. Selon le vice-président du Forex Club FС Piotr Tatarnikov, la principale cause de diminution de capital était la croissance des positions des clients. Enfin, le capital a été augmenté de 1,5 million de dollars, et la société a payé une amende de 10 000 dollars à la National Futures Association des États-Unis .
En 2012, la National Futures Association (NFA) a accusé la société de nombreuses violations telles que le non-respect des contrôles internes, la non-tenue de registres financiers, l'absence de programme de lutte contre le blanchiment d'argent adéquat (dans le domaine des finances FinCEN et OFAC ), et le PDG Peter Tatarnikov a été accusé de ne pas avoir supervisé avec diligence les opérations et le personnel de l'entreprise. Entre autres sanctions, la société a été condamnée à une amende de 300 000 $ par la NFA,,,.
En 2012, le Forex Club a cessé ses activités en tant que courtier de détail aux États-Unis en raison de problèmes de réglementation.

### Russie
En 2018, la Banque centrale de Russie (CBR) avait révoqué la licence du Forex Club en raison de violations répétées des lois nationales sur les valeurs mobilières. La liste des violations comprenait de fausses informations dans les rapports de la société au CBR, de fausses déclarations comptables et le non-respect des directives du régulateur,. Bien que la société a fermé son bureau russe, elle a continué à promouvoir ses services, en proposant de conclure des contrats avec des entités juridiques étrangères, ce qui a été jugé illégal par le Service fédéral antimonopole de la Russie.